# Glòria Bordons de Porrata-Doria
Glòria Bordons de Porrata-Doria (Barcelona, 22 de septiembre de 1953), pedagoga e investigadora de literatura. Es doctora en filología catalana y licenciada en historia del arte. Ejerce como profesora titular de la Universidad de Barcelona. Ha sido profesora invitada en numerosas universidades de España y también en las de Sonora (México), ULBRA de Porto Alegre y USAP de São Paulo Brasil), "Playa Ancha" de Valparaíso y "Universidad de Chile", "Fines Terrae" y "Diego Portales" de Santiago de Chile (Chile), Nacional de La Plata (Argentina), Nueva de Lisboa (Portugal), Experimental Pedagógica de Maracay (Venezuela), "Adam Mickievicz" de Poznań (Polonia), París IV-Sorbonne (Francia) y la de Belgrado (Serbia). 

## Obra lingüística y pedagógica
Ha trabajado en la aplicación de la lingüística textual a la didáctica de la lengua y la literatura con numerosas publicaciones, como por ejemplo la serie Trèvol (1984-1990), TXT. La lingüística aplicada al comentari de textos (1998), Literatura comparada. Propostes de treball (1993), Fantasiant amor (1997), Ensenyar literatura a secùndaria (2004) —las tres últimas en colaboración con Ana Díaz-Plaja—, Literatura catalana contemporània (1999) —con Jaume Subirana—, La poesia contemporània (2009),  Poesia i educació: d'internet a l'aula  (2009), y Poesia contemporània, tecnologies i educació(2011).

## Joan Brossa
Glòria Bordons está considerada la máxima especialista en la obra de Joan Brossa, de la Fundación de la que es patrona por expresa voluntad del poeta y directora ejecutiva desde 2013. Sobre Brossa ha publicado numerosos trabajos, entre los cuales los libros Introducció a la poesia de Joan Brossa (1988), Aprendre amb Joan Brossa (2003) y Joan Brossa entre la paraula, el gest i la imatge (2014),  además de prologar, editar y antologar buena parte de la obra brossiana y de formular propuestas didácticas.
También ha sido comisaria de la exposición literaria Em va fer Joan Brossa (2003-2007), y de las antológicas itinerantes Joan Brossa. Desde Barcelona al Nuevo Mundo (2005-2007), —esta en colaboración con el chileno Sergio González Valenzuela—, Joan Brossa en las alturas y sin red (2007-2008), Bverso Brossa (2008-2009), Joan Brossa, les etceteras infinis (2011) y Joan Brossa: escolteu aquest silenci (2013-2014).